# Вересница
Вересница (бел. Верасніца) — агрогородок в Житковичском районе Гомельской области Белоруссии. Административный центр Вересницкого сельсовета.

## География

### Расположение
В 38 км на юго-запад от районного центра и железнодорожной станции Житковичи (на линии Лунинец — Калинковичи), 250 км от Гомеля.

## Гидрография
На западе озеро Речище.

## Транспортная сеть
Транспортные связи по просёлочной, затем автомобильной дороге Туров — Лельчицы. Планировка состоит из разделённых дорогой 2 частей: восточной (3 короткие прямолинейные, плотно поставленные улицы меридиональной ориентации, пересекаемые 2 короткими широтными улицами) и западной (3 короткие прямолинейные, плотно поставленные улицы, пересекаемые 2 широтными улицами). Застройка деревянная, усадебного типа.

## История

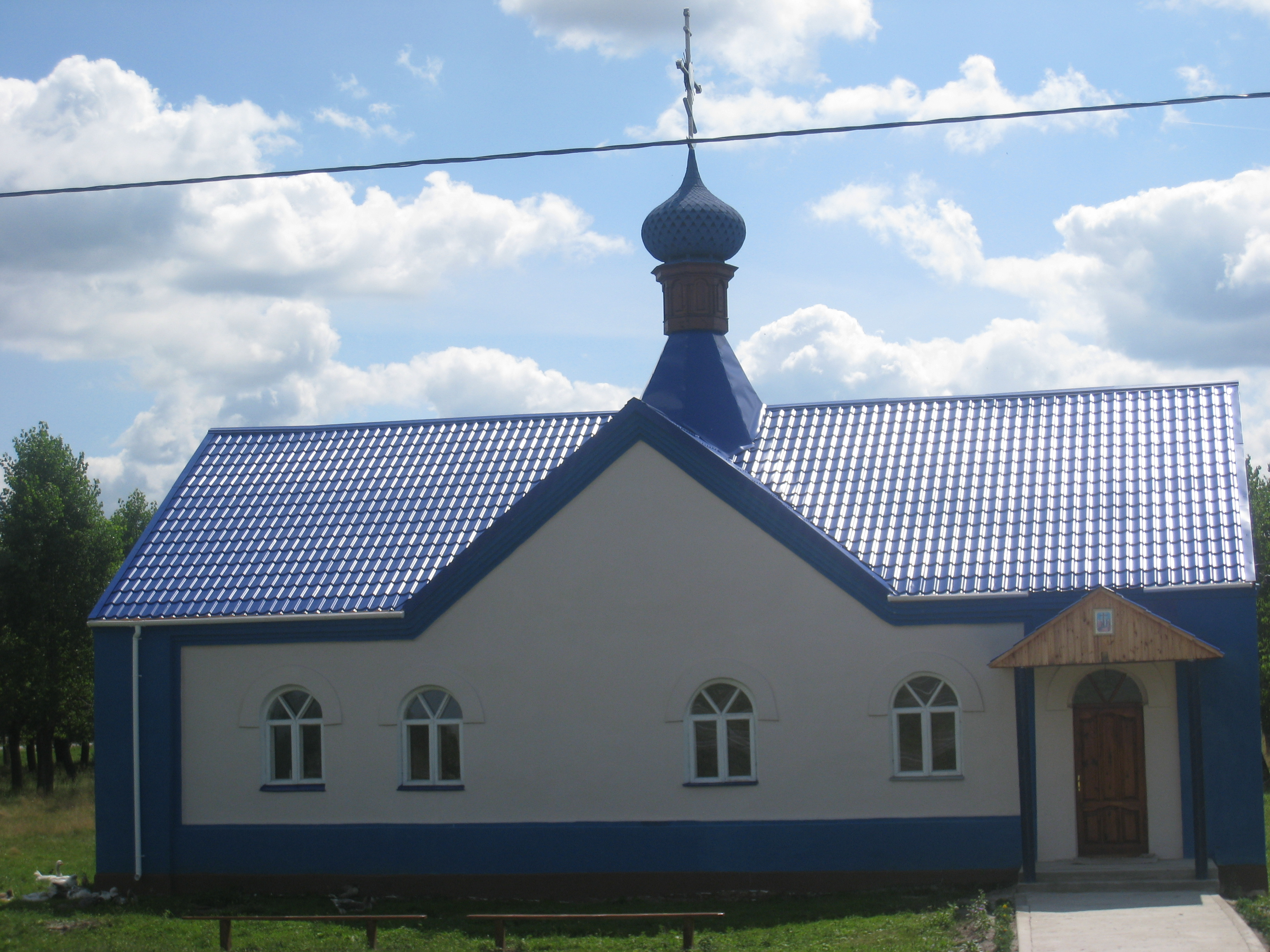
Церковь

Обнаруженные археологами поселения милоградской и зарубинецкой культур и раннего феодализма (в 0,2 км на северо-восток от агрогородка, в урочищах Овин и Грядка) свидетельствует о заселении этих мест с давних времён. Один из Туровских крестов (изготовлен из камня, относится к временам принятия христианства) находился в поселении, над ним была построена часовня. Согласно письменным источникам известна с XVI века как селение в Трокском воеводстве, с 1565 года в Пинском повете Берестейского воеводства Великого княжества Литовского, шляхетская собственность. В 1559 году упоминается в материалах ревизии пущ. В 1782 году на средства собственницы села графини Мостовской построена деревянная Крестовоздвиженская церковь. Небольшая церковь находилась и на кладбище.
После 2-го раздела Речи Посполитой (1793 год) в составе Российской империи. В 1795 году владение Потоцких. На карте 1866 года отмечена как небольшой населённый пункт. В 1879 году Крестовоздвиженская церковь в Вереснице отмечена на острове, соединенном дамбой, приходской школы нет и потому большинство прихожан неграмотны. В 1883 году открыта школа грамоты. Согласно переписи 1897 года находились церковь, церковно-приходская школа, кузница. В 1899 году построено здание для школы. В 1908 году в Туровской волости Мозырского уезда Минской губернии.
С 20 августа 1924 года центр Вересницкого сельсовета Туровского, с 17 апреля 1962 года Житковичского района Мозырского округа (до 26 июля 1930 года и с 21 июня 1935 года до 20 февраля 1938 года), с 20 февраля 1938 года Полесской, с 8 января 1954 года Гомельской областей. В 1929 году организован колхоз «Путиловец». Во время Великой Отечественной войны в 1944 году немецкие оккупанты сожгли 75 дворов, убили 21 жителя. В окрестностях в боях 9 июля 1941 года погибли 9 пограничников и 24 января 1942 года — партизан (похоронены в братской могиле в центре агрогородка). На фронтах и в партизанской борьбе погибли 117 жителей, в память о них в 1969 году в центре агрогородка установлены скульптура солдата и 2 доски с именами павших. Согласно переписи 1959 года центр колхоза «1 Мая». Действуют станция перекачки нефти нефтепровода «Дружба», средняя и музыкальная школы, Дом культуры, библиотека, фельдшерско-акушерский и ветеринарный пункты, детский сад, отделение связи, 3 магазина.

## Население
- 1795 год — 54 двора, 390 жителей.
- 1897 год — 70 дворов, 569 жителей (согласно переписи).
- 1908 год — 102 двора, 666 жителей.
- 1917 год — 771 житель.
- 1925 год — 117 дворов.
- 1940 год — 220 дворов, 1320 жителей.
- 1959 год — 1805 жителей (согласно переписи).
- 2004 год — 540 хозяйств, 1263 жителя.

## Известные уроженцы
- А. М. Точило — Герой Социалистического Труда.